# Afroriccardia
Afroriccardia, monotipski rod jetrenjarki u porodici Aneuraceae. Opisan je 2017.Dumort. 1835. Jedina vrsta je A. comosa, prvi puta opisana 1890 kao Aneura comosa.
Vrsta je rašiena u Ugandi i po otocima Madagaskar, Reunion i Mauricijus.

## Sinonimi
- Aneura comosa Steph.